# Tokai Challenger
Tokai Challenger è un'automobile ad energia solare della Tokai University giapponese. 

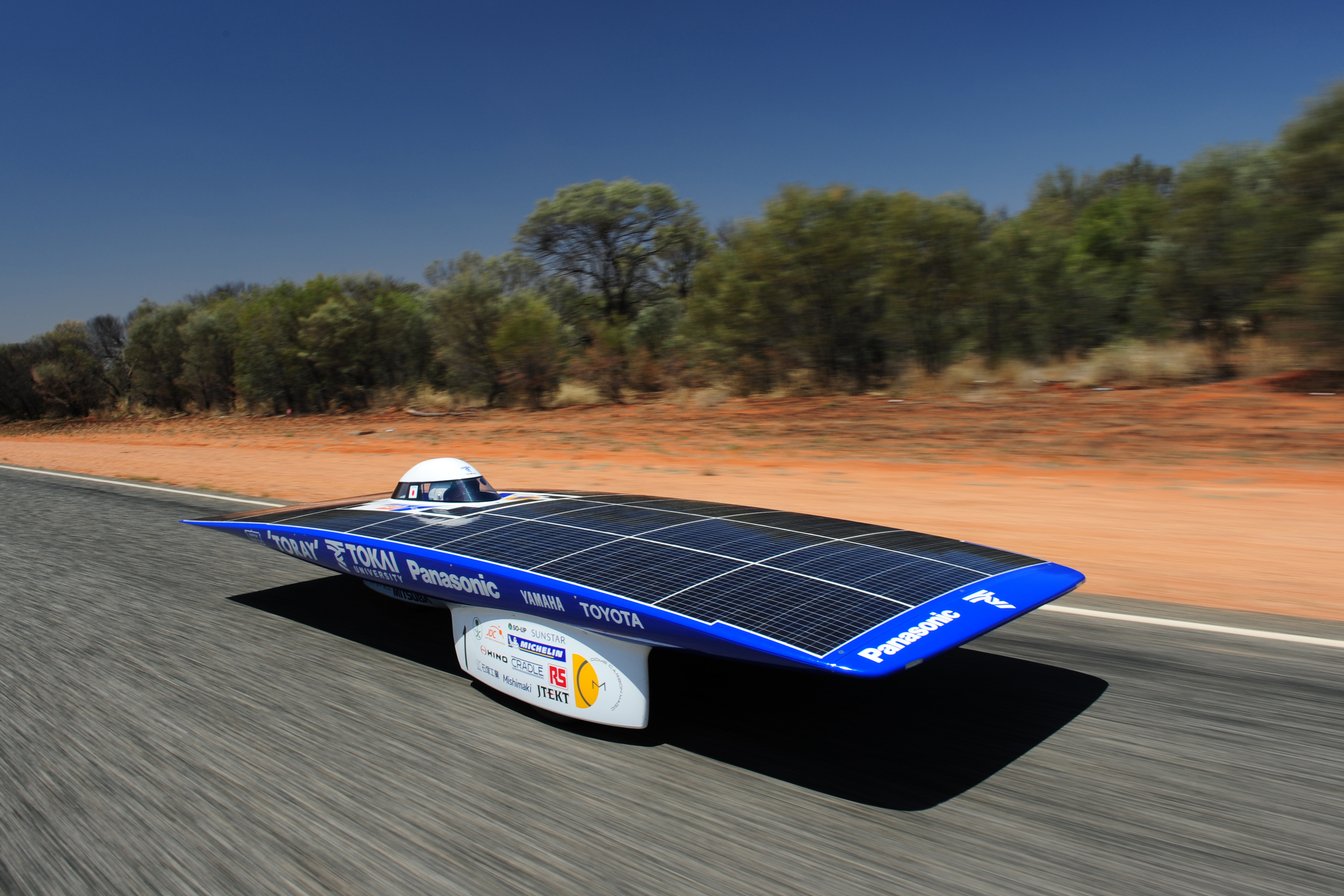
Tokai Challenger del 2011

## Caratteristiche
L'automobile è progettata e testata in collaborazione con studenti della Tokai University e diverse aziende giapponesi del settore automobilistico. La Tokai Challenger copriva i 2998 km  della distanza tra Darwin e Adelaide, in 29 ore e 49 minuti con una velocità media di 100,54 Km/h

## Riconoscimenti e primati
Il Tokai Challenger è diventato il vincitore del World Solar Challenge 2009 e 2011, una gara per automobili solari in tutta l'Australia.